# Cristianismo en el siglo XVIII

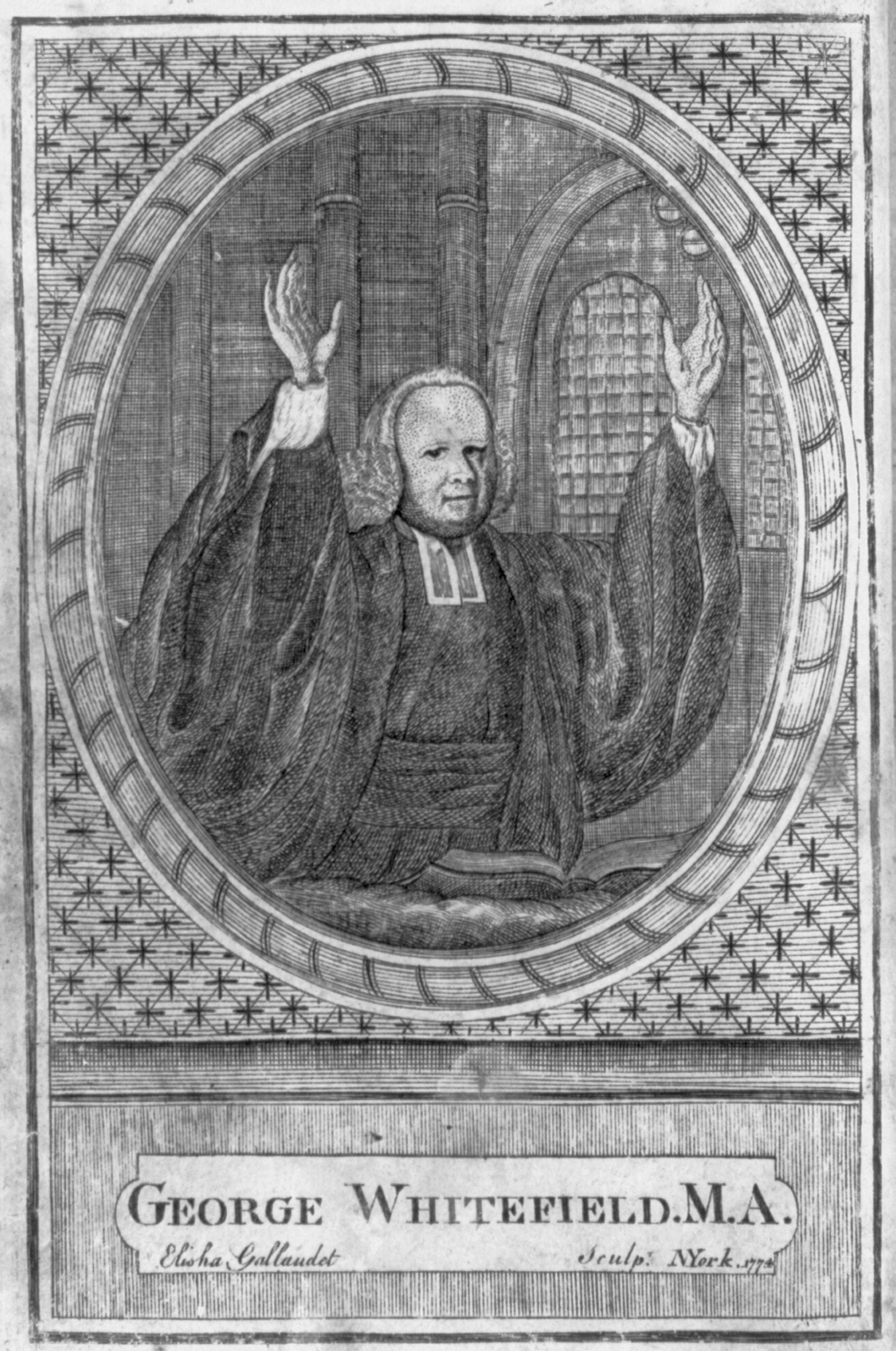
George Whitefield, líder del Primer Gran Despertar

El cristianismo en el siglo XVIII está marcado por el Primer Gran Despertar en las Américas, junto con la expansión de los imperios español y portugués por todo el mundo, que contribuyeron a extender el catolicismo.

## Pietismo protestante, evangelicalismo

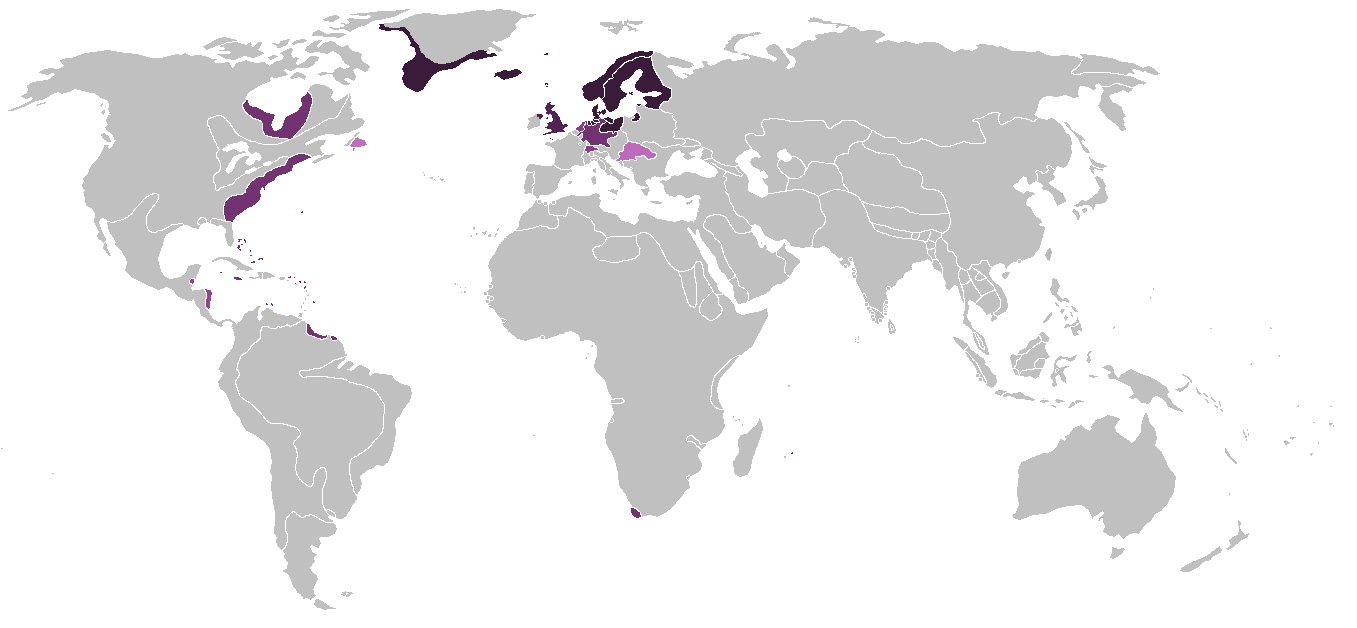
Protestantismo mundial, 1710

El historiador Sydney E. Ahlstrom identificó una "gran agitación protestante internacional" que creó el pietismo en Alemania y Escandinavia, el  reavivamiento evangélico y el metodismo en Inglaterra, y el Primer Gran Despertar en las colonias americanas. Este poderoso movimiento evangélico de base desplazó el énfasis de la formalidad a la piedad interior.  En Alemania fue en parte una continuación del misticismo que había surgido en la época de la Reforma. Su líder era Felipe Jacobo Spener (1635-1705). Restaban importancia al discurso teológico y creían que todos los ministros debían tener una experiencia de conversión; querían que los laicos participaran más activamente en los asuntos de la Iglesia. Los pietistas enfatizaban la importancia de la lectura de la Biblia. August Hermann Francke (1663-1727) fue otro líder importante que hizo de la la Universidad de Halle el centro intelectual. El pietismo fue más fuerte en las iglesias luteranas, y también tuvo presencia en la iglesia reformada holandesa. En Alemania, sin embargo, la labor de la Iglesia Reformada estaba estrechamente controlada por el gobierno, que desconfiaba del pietismo. Del mismo modo, en Suecia, la Iglesia Luterana de Suecia era tan legalista y orientada intelectualmente, que dejó de lado las demandas pietistas de cambio.  El pietismo siguió influyendo en el protestantismo europeo y extendió su alcance a través de la labor misionera por todo el mundo.
El mismo movimiento hacia la piedad individual se denominó evangelicalismo en Gran Bretaña y sus colonias. Entre los líderes más importantes se encontraban los metodistas John Wesley, George Whitefield y el escritor de himnos Charles Wesley. Los movimientos se produjeron dentro de las iglesias estatales establecidas, pero también hubo una fuerza centrípeta que condujo a la independencia parcial, como en el caso de los avivamientos metodista y wesleyano.

### El Gran Despertar Americano
El Primer Gran Despertar fue una ola de entusiasmo religioso entre los protestantes que barrió las «colonias americanas» en las décadas de 1730 y 1740, dejando un impacto permanente en la religión americana. Jonathan Edwards, quizá el intelectual más poderoso de la América colonial, fue un líder clave. George Whitefield llegó de Inglaterra e hizo muchos conversos.  El Gran Despertar enfatizó las virtudes reformadas tradicionales de la predicación piadosa, la liturgia rudimentaria y un profundo sentido de culpa personal y redención por Cristo Jesús. Fue el resultado de una poderosa predicación que afectó profundamente a los oyentes con un profundo sentido de culpa personal y de salvación por Cristo.  Alejándose de los rituales y las ceremonias, el Gran Despertar hizo de la religión algo personal para el ciudadano de a pie.
Tuvo un gran impacto en la remodelación de las denominaciones Iglesia congregacional, Presbiteriano, Reformada Holandesa y Reformada Alemana, y fortaleció las pequeñas denominaciones  Bautista y Metodista. Llevó el cristianismo a los esclavos y fue un acontecimiento apocalíptico en Nueva Inglaterra que desafió a la autoridad establecida. Incitó al rencor y a la división entre los nuevos renovadores y los viejos tradicionalistas que insistían en el ritual y la doctrina. Tuvo poco impacto en el Anglicanos y la Quakers.
A diferencia del Segundo Gran Despertar que comenzó alrededor de 1800 y que se dirigió a los que no iban a la iglesia, el Primer Gran Despertar se centró en las personas que ya eran miembros de la iglesia. Cambió sus rituales, su piedad y su conciencia de sí mismos. El nuevo estilo de los sermones y la forma en que la gente practicaba su fe insuflaron nueva vida a la religión en Estados Unidos. La gente se implicaba apasionada y emocionalmente en su religión, en lugar de escuchar pasivamente un discurso intelectual de forma distante. A los ministros que utilizaban este nuevo estilo de predicación se les llamaba generalmente "nuevas luces", mientras que a los predicadores de antaño se les llamaba "viejas luces". La gente empezó a estudiar la Biblia en casa, lo que descentralizó de hecho los medios de informar al público sobre las costumbres religiosas y se asemejó a las tendencias individualistas presentes en Europa durante la Reforma protestante.

## Catolicismo

### Europa
En toda Europa, la Iglesia católica se encontraba en una posición débil. En los principales países, estaba controlada en gran medida por el gobierno. Los  jesuitas se disolvieron en Europa. Intelectualmente, la Ilustración atacaba y ridiculizaba a la Iglesia católica, y la aristocracia recibía muy poco apoyo.  En el Imperio austriaco, la población era mayoritariamente católica, pero el gobierno se hizo con el control de todas las tierras de la Iglesia. Las clases campesinas seguían siendo devotas, pero no tenían voz. La Revolución Francesa de la década de 1790 tuvo un impacto devastador en Francia, donde la Iglesia católica fue clausurada, se confiscaron y vendieron sus propiedades, se cerraron sus monasterios y escuelas y se exilió a la mayoría de sus líderes.

#### Jesuitas

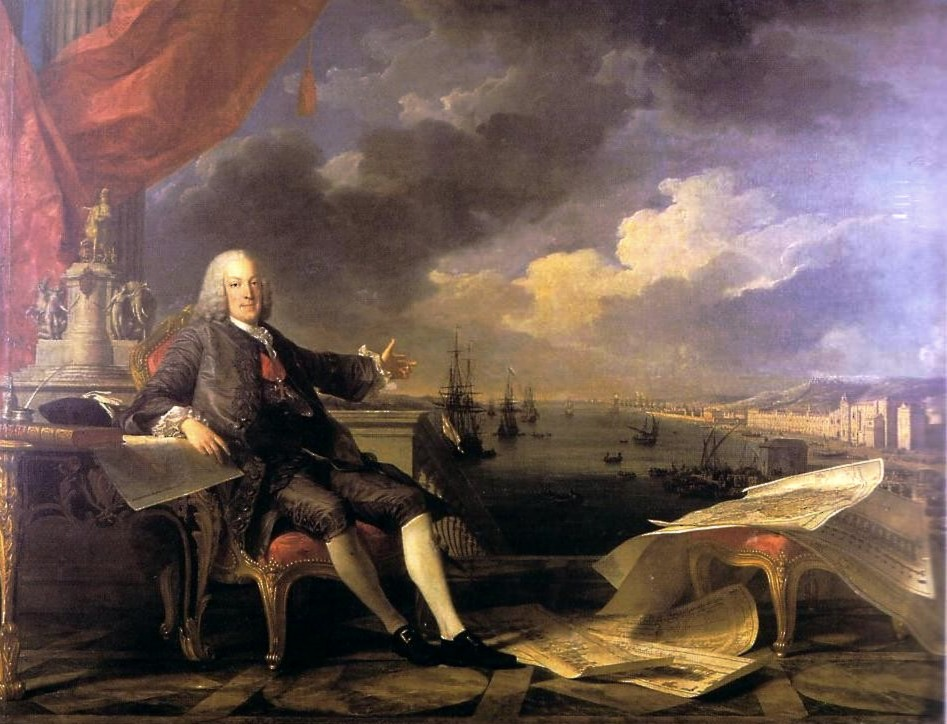
Sebastião José de Carvalho e Melo, Marqués de Pombal, "The Expulsion of the Jesuits" por Louis-Michel van Loo, 1766.

A lo largo de la controversia sobre la inculturación, la propia existencia de los jesuitas fue objeto de ataques en Portugal, España, Francia y el Reino de Sicilia. La controversia sobre la inculturación y el apoyo de los jesuitas a los indios nativos de Sudamérica echaron más leña al fuego de las crecientes críticas a la orden, que parecía simbolizar la fuerza y la independencia de la Iglesia. La defensa de los derechos de los pueblos nativos de Sudamérica obstaculizó los esfuerzos de las potencias europeas, especialmente España y Portugal, por mantener un dominio absoluto sobre sus dominios. El portugués  Sebastião José de Carvalho e Melo, Marqués de Pombal fue el principal enemigo de los jesuitas. El Papa Clemente XIII intentó mantener la existencia de los jesuitas sin ningún cambio: Sint ut sunt aut not sint ("Dejadlos como están o nada") En 1773, los gobernantes europeos se unieron para obligar al papa Clemente XIV a disolver oficialmente la orden, aunque algunos capítulos siguieron funcionando. Pío VII restauró a los jesuitas en la bula papal Sollicitudo omnium ecclesiarum de 1814.

### Revolución Francesa
Las cosas empeoraron aún más con el violento anticlericalismo de la Revolución Francesa. Los ataques directos a la riqueza de la Iglesia católica y los agravios asociados condujeron a la nacionalización al por mayor de las propiedades eclesiásticas y a intentos de establecer una Iglesia dirigida por el Estado. Un gran número de sacerdotes se negaron a prestar juramento de acatamiento a la Asamblea Nacional, lo que llevó a la ilegalización de la Iglesia católica y a su sustitución por una nueva religión de culto a la "Razón" junto con un nuevo Calendario republicano francés. En este periodo, se destruyeron todos los monasterios, 30 000 sacerdotes fueron exiliados y cientos más fueron asesinados.
Cuando el papa Pío VI se puso del lado contrario a la revolución en la Primera Coalición, Napoleón Bonaparte invadió Italia. El papa, de 82 años, fue llevado prisionero a Francia en febrero de 1799 y murió en Valence el 29 de agosto de 1799 tras seis meses de cautiverio. Para ganarse el apoyo popular a su gobierno, Napoleón restableció la Iglesia católica en Francia mediante el Concordato de 1801. En toda Europa, el final de las guerras napoleónicas, señalado por el Congreso de Viena, trajo consigo el renacimiento católico y un renovado entusiasmo y respeto por el papado tras las depredaciones de la época anterior.

### Colonias españolas
La expansión de la Iglesia católica, el Imperio portugués y el Imperio español con un papel importante de la Iglesia católica llevó a la cristianización de los pueblos indígenas de América como los aztecas e incas.
En las Américas, la Iglesia católica amplió sus misiones pero, hasta el siglo XIX, tuvo que trabajar bajo los gobiernos y militares de España y Portugal. Junípero Serra, el sacerdote franciscano a cargo de este esfuerzo, fundó una serie de misiones que se convirtieron en importantes instituciones económicas, políticas y religiosas.

### China
La bula del Papa Benedicto XIV Ex Quo Singulari del 11 de julio de 1742, repetía textualmente la bula de Clemente XI y subrayaba la pureza de las enseñanzas y tradiciones cristianas, que debían ser defendidas contra toda herejía. Se prohibía a los misioneros chinos participar en los honores rendidos a los antepasados, a Confucio o a los emperadores. Esta bula prácticamente destruyó el objetivo jesuita de cristianizar a las influyentes clases altas de China. La política vaticana supuso la muerte de las misiones en China. Posteriormente, la Iglesia católica experimentó reveses misioneros, y en 1721 la  controversia de los ritos chinos llevó al emperador Kangxi a proscribir las misiones cristianas. El emperador chino se sintió engañado y se negó a permitir cualquier alteración de las prácticas cristianas existentes. Le dijo al delegado papal visitante: "Habéis destruido vuestra religión. Habéis hundido en la miseria a todos los europeos que viven aquí en China".

### Corea
A diferencia de la mayoría de las demás naciones, el catolicismo fue introducido en Corea en 1784 por los propios coreanos sin ayuda de misioneros extranjeros. Algunos eruditos Silhak se dedicaron al estudio intensivo de diversos textos filosóficos y científicos escritos por eruditos chinos y europeos. Entre esos textos estaban los libros de teología católica publicados en China por los jesuitas. Creían que el catolicismo complementaba lo que le faltaba al confucianismo. Estos nobles intelectuales se convirtieron en los primeros cristianos de Corea. Yi Seung-hun, el primer coreano que fue bautizado como Pedro en Pekín, a su regreso de China en septiembre de 1784, y formó una comunidad cristiana. La comunidad cristiana se desarrolló rápidamente gracias a su ardiente dedicación a la misión. Tradujeron libros sobre catolicismo del chino al coreano para los coreanos y apelaron constantemente a la Santa Sede para que enviara sacerdotes para los coreanos. Como resultado, el Papa León XII estableció el Vicariato Apostólico de Corea y delegó la labor misionera a la Sociedad de las Misiones Extranjeras de París en 1828. Desde entonces, los misioneros franceses llegaron a Corea en secreto. En 1846, Andrés Kim Taegon fue ordenado y se convirtió en el primer sacerdote coreano.

## Ortodoxia oriental

### Iglesia serbia
Durante los años de la Guerra austro-turca (1683-1699), las relaciones entre musulmanes y cristianos en las provincias europeas del Imperio turco se radicalizaron enormemente. Como consecuencia de la opresión turca, la destrucción de monasterios y la violencia contra la población civil no musulmana, los serbios cristianos y sus líderes eclesiásticos encabezados por el patriarca serbio Arsenije III se pusieron del lado de los austriacos en 1689 y de nuevo en 1737 bajo el patriarca serbio Arsenije IV.. En las siguientes campañas punitivas, los ejércitos turcos llevaron a cabo numerosas atrocidades contra las poblaciones cristianas locales en las regiones serbias, lo que provocó grandes migraciones serbias..
Los consiguientes levantamientos serbios contra los turcos y la implicación de los patriarcas serbios en actividades antiotomanas, condujeron al compromiso político del Patriarcado ante la élite política turca. En lugar de obispos serbios, las autoridades turcas favorecieron a obispos griegos políticamente más fiables que fueron promovidos a eparquías serbias e incluso al trono patriarcal en Peć. Al mismo tiempo, a partir de 1752 surgieron una serie de conflictos internos entre las principales figuras del Patriarcado serbio, que dieron lugar a constantes luchas entre los pretendientes serbios y griegos al trono patriarcal. Finalmente, el Patriarcado serbio de Peć se derrumbó en 1766, cuando fue abolido por el sultán turco Mustafá III (1757-1774). Todo el territorio del Patriarcado serbio bajo dominio otomano fue puesto bajo la jurisdicción del Patriarcado Ecuménico de Constantinopla.. El trono de Peć fue suprimido y once eparquías serbias restantes fueron transferidas al trono de Constantinopla.

### Iglesia rusa
En 1721, el zar Pedro I abolió por completo el patriarcado, por lo que la Iglesia ortodoxa rusa se convirtió de hecho en un departamento del gobierno, regido por un santísimo sínodo compuesto por obispos mayores y burócratas laicos nombrados por el zar.

## Línea de tiempo
- 1701 - Sociedad para la Propagación del Evangelio en partes extranjeras organizada oficialmente[38]
- 1701 - Antigua Iglesia Católica de los Países Bajos deja de estar en comunión con la Santa Sede.
- 1702 - George Keith, regresa a América como misionero de la recién organizada Sociedad para la Propagación del Evangelio en Partes Extranjeras
- 1703 - La Sociedad para la Propagación del Evangelio en el Extranjero se extiende a las Indias Occidentales.
- 1704 - Sacerdotes misioneros franceses llegan para evangelizar a los Chitimacha que viven a lo largo del río Misisipi en lo que hoy es el estado de Luisiana
- 1705 - Misión Danesa-Halle a la India comienza con Bartholomew Ziegenbalg y Henry Plutschau[39]
- 1706 - El irlandés Francis Makemie, misionero presbiteriano itinerante entre los colonos de América desde 1683, consigue por fin organizar el primer presbiterio americano.
- 1707 - Los misioneros italianos de los Capuchinos llegan a Katmandú en Nepal. Maillard de Tournon hace públicas, en Nankín, las decisiones del Vaticano sobre los ritos, incluidas las estipulaciones contra la veneración de los antepasados y de Confucio.
- 1707 - Examen theologicum acroamaticum de David Hollatz: la última gran obra de la doctrina luterana antes del Siglo de las Luces.
- 1708 - El misionero jesuita Giovanni Battista Sidotti es arrestado en Japón. Es llevado a Edo (hoy Tokio) para ser interrogado por Arai Hakuseki.
- 1709: Experience Mayhew, misionero entre los Martha's Vineyard indios, traduce los Salmos y el Evangelio de Juan a la lengua Massachusett. Será una obra considerada la segunda, después de la Biblia india de John Eliot, en cuanto a traducciones significativas en lengua india en la Nueva Inglaterra colonial.
- 1710 - Primera Sociedad Bíblica moderna fundada en Alemania por el conde Canstein ]
- 1711 - El jesuita Eusebio Kino, misionero explorador en el sur de Arizona y el norte de Sonora, muere repentinamente en el norte de México. Kino, que ha sido llamado "el misionero vaquero", había luchado contra la explotación de indios en las minas de plata mexicanas.
- 1712 - Utilizando una prensa enviada por The Society for Promoting Christian Knowledge, la Tranquebar Mission en la India comienza a imprimir libros en lengua portuguesa.
- 1713 - El jesuita Ippolito Desideri va al Tíbet como misionero
- 1714 - Se traduce el Nuevo Testamento al Tamil (India);[40] se establece un colegio de formación misionera en Copenhague
- 1715 - Se renueva el alcance misionero de la Iglesia Ortodoxa Oriental en Manchuria y el norte de China
- 1716 - El establecimiento de la  Misión del Álamo en San Antonio es autorizado por el virrey de México. La misión debía ser un centro educativo para nativos americanos que se convirtieran al cristianismo.
- 1717 - Chen Mao escribe al emperador chino sobre su preocupación por los misioneros de la iglesia católica y los comerciantes occidentales. Solicita urgentemente la prohibición total de los misioneros católicos en las provincias de la dinastía Qing.
- 1718 - Bartholomäus Ziegenbalg construye un edificio eclesiástico en la India que sigue en uso en la actualidad.
- 1718-22 - El luterano ortodoxo Valentin Ernst Löscher publica El completo Timotheus Verinus contra el pietismo
- 1719 - Isaac Watts escribe el himno misionero "Jesus Shall Reign Where'er the Sun"[41]
- 1720 - El misionero Johann Ernst Gruendler muere en la India. Había llegado allí en 1709 con el patrocinio de la Sociedad Misionera Danesa
- 1721 - La Misión de San Juan Bautista Malibat en Baja California es abandonada debido a la hostilidad de los indios cochimíes, así como a la diezma de la población local por epidemias y escasez de agua. El emperador Kangxi chino prohíbe los misioneros cristianos como consecuencia de la  controversia sobre los ritos chinos.
- 1721 - Pedro el Grande sustituye el Patriarcado de Moscú por el Santo Sínodo.
- 1722 - Hans Egede va a Groenlandia[42]
- 1723 - Robert Millar publica Una historia de la propagación del cristianismo y el derrocamiento del paganismo abogando por la oración como medio principal para convertir a los no cristianos[43]
- 1724 - El emperador Yongzheng prohíbe las actividades misioneras fuera del área de Pekín
- 1725 - Knud Leem llega como misionero al pueblo sami de Finnmark (Ártico noruego)
- 1726: John Wright, misionero Quaquero entre los nativos americanos, se establece en el sureste de Pensilvania.
- 1728 - Se funda en Halle el Institutum Judaicum como primer centro misionero Protestante para la evangelización judía[44]
- 1728 - El vicario de Bray (canción)
- 1729 - El misionero Du Poisson de la Iglesia católica se convierte en la primera víctima de la masacre de Natchez. De camino a Nueva Orleans, le habían pedido que se detuviera a decir misa en el puesto de Natchez. Fue asesinado delante del altar.
- 1730: Lombard, misionero francés, funda un pueblo cristiano con más de 600 indios en la desembocadura del río Kurú, en la Guayana Francesa. El jesuita, Lombard ha sido llamado el más exitoso de todos los misioneros en convertir a los indios de la Guayana Francesa.
- 1730-1749 - Primer Gran Despertar en EE. UU.
- 1731 - Nace un movimiento misionero cuando el conde Nicolaus Ludwig Zinzendorf asiste a la coronación del rey Cristián VI de Dinamarca. Para el año siguiente, el movimiento con el que Zinzendorf estaba asociado, la Iglesia Morava, lanzaría un alcance misionero en el  Caribe.[45]
- 1732 - Alfonso de Ligorio funda la Orden religiosa católica conocida como Padres Redentoristas con el propósito de realizar labores misioneras entre la población rural.[46]
- 1733 - Moravos van a Groenlandia[47]
- 1734 - Un misionero convence a una iglesia de Groton, Connecticut para que preste su edificio a la Tribu Mashantucket Pequot para celebrar cultos cristianos.
- 1735 - John Wesley va a Indios en Georgia como misionero con la Sociedad para la Propagación del Evangelio en Partes Extranjeras.[48]
- 1735 - Renacimiento metodista galés
- 1736 - Edictos anticristianos en China; misioneros de la Iglesia Morava trabajan entre los Nenets de Arjánguelsk
- 1737 - El reverendo Pugh, misionero en Pensilvania con la Sociedad para la Propagación del Evangelio en Partes Extranjeras, escribe a Londres para decir que había comenzado a ministrar a los negros. Señaló que los amos de los esclavos tenían prejuicios en contra de que se convirtieran al cristianismo.
- 1738 - El misionero George Schmidt de la Morava se establece en Baviaan Kloof (Kloof de los babuinos) en el valle Riviersonderend de Sudáfrica. Comienza a trabajar con el pueblo Khoikhoi, que estaba prácticamente en vías de extinción.
- 1738 - Comienza el Movimiento Metodista, liderado por John Wesley y su hermano Charles, autor de himnos.
- 1739 - El primer misionero a los indios Mahican (Mohegan), John Sergeant, construye una casa en Stockbridge, Massachusetts que hoy es un museo.
- 1740 - El miembro de la Iglesia Morava David Zeisberger comienza a trabajar entre el pueblo creek de Georgia[49]
- 1741 - Los misioneros holandeses comienzan a construir el edificio de la Iglesia de Cristo en Malacca Town, Malasia. Tardarán 12 años en terminarlo.
- 1741 - Pecadores en las manos de un Dios airado, famoso sermón de Fuego y azufre.
- 1742 - El líder de la Iglesia Morava Conde Zinzendorf visita Shekomeko, Nueva York y bautiza a seis indios
- 1743 - David Brainerd inicia el ministerio a los indígenas norteamericanos[50]
- 1744 - Thomas Thompson renuncia a su cargo de decano en la Universidad de Cambridge para convertirse en misionero. Fue enviado por la Sociedad para la Propagación del Evangelio en Partes Extranjeras a Nueva Jersey. Interesándose especialmente por la población esclava del lugar, solicitaría más tarde iniciar la labor misionera en África. En 1751, Thompson se convertiría en el primer misionero del S.P.G. en la Costa de Oro (actual Ghana).
- 1745 - David Brainerd, después de predicar a los nativos americanos en diciembre, escribió sobre la respuesta: "Pronto entraron, uno tras otro, con lágrimas en los ojos, para saber qué debían hacer para ser salvos. . . . Fue una temporada asombrosa de poder entre ellos, y parecía como si Dios hubiera inclinado los cielos y bajado ... y que Dios estaba a punto de convertir al mundo entero."
- 1746 - Desde Boston (Massachusetts) se hace un llamamiento a los cristianos del Nuevo Mundo para entrar en un "Concierto de Oración" de siete años para el trabajo misionero[51]
- 1747 - Jonathan Edwards hace un llamamiento a la oración por las misiones mundiales; nacimiento de Thomas Coke, el "Padre de las Misiones Metodistas"
- 1748 - El misionero de la Iglesia católica Pedro Sanz y los otros cuatro misioneros son ejecutados, junto con 14 cristianos chinos. Antes de su muerte, Sanz habría convertido al cristianismo a algunos de sus carceleros.
- 1749 - El sacerdote franciscano español fray Junípero Serra (1713-1784) llega a México como misionero. En 1767 iría al norte, a lo que hoy es California, convirtiendo celosamente a los nativos americanos.
- 1750 - Jonathan Edwards, predicador del Primer Gran Despertar, habiendo sido desterrado de su iglesia en Northampton (Massachusetts) va como misionero a los cercanos Indios Housatonic.[52] Christian Frederic Schwartz va a la India con la Misión Danish-Halle.[53]
- 1751 - Samuel Cooke llega a Nueva Jersey como misionero de la Sociedad para la Propagación del Evangelio en Partes Extranjeras
- 1752 - Thomas Thompson, primer misionero anglicano en África, llega a la Costa de Oro (actual Ghana)[54]
- 1753 - Buscadores en  Labrador buscando la Morava Johann Christian Erhardt encuentran el cadáver de uno de sus compañeros de viaje. La desaparición de Erhardt y seis compañeros había provocado el abandono temporal de las iniciativas misioneras de la Morava en  Labrador.
- 1754 - Morava John Ettwein llega a América desde Alemania como misionero. Predicando a los nativos americanos y estableciendo misiones, Ettwein viajará tan al sur como Georgia. Con el tiempo, se convertirá en jefe de la Iglesia Morava en lo que hoy es Estados Unidos.
- 1755 - El Mahican asentamiento indio en Gnadenhutten, Pa. es atacado y destruido. El misionero Morava Johann Jacob Schmick que pastorea a un grupo de indios conversos, permanecerá con los mahicanos durante el exilio y el cautiverio a pesar de las amenazas casi constantes de los vecinos blancos. Schmick se unirá a su congregación indios cuando busquen refugio en Belén, los seguirá como cautivos hasta Filadelfia y permanecerá con ellos después de que se establezcan en Wyalusing (Pensilvania).
- 1756 - Los disturbios civiles obligan a Gideon Halley a abandonar su labor misionera entre los Seis Naciones en el río Susquehanna donde había estado trabajando durante cuatro años bajo la supervisión de Jonathan Edwards con un nombramiento de la Sociedad para la Propagación del Evangelio entre los Indios.
- 1757 - Luteranos comienzan a ministrar a los negros en el  Caribe
- 1758 - John Wesley bautiza a dos esclavos afroamericanos, rompiendo así la barrera del color de piel para las sociedades metodistas
- 1759 - El nativo americano Samson Occom, descendiente directo del gran jefe  mohicano Uncas, es ordenado sacerdote por los presbiterianos. A pesar de su mala vista, Occom se convirtió en el primer indio americano en publicar obras en inglés. Éstas incluían sermones, himnos y una breve autobiografía.[55]
- 1760 - Adam Voelker y Christian Butler llegan a Tranquebar como los primeros misioneros de la Moravian en la India.
- 1761 - El primer misionero de la Iglesia Morava en Ohio, Frederick Post, se establece en el lado norte del Muskingum, en lo que hoy es el municipio de Bethlehem.
- 1762 - Morava El misionero John Heckewelder se reúne con Koquethagacton ("Ojos Blancos") en la desembocadura del río Beaver (Pensilvania).
- 1763 - El Sínodo Presbiteriano de Nueva York ordena que se haga una colecta para las misiones. En 1767 el Sínodo pedirá que esta colecta se haga anualmente.
- 1764 - La Moravos toma la decisión de ampliar y comenzar a publicitar su actividad misionera, especialmente en las colonias británicas; Moravos Jens Haven realiza el primero de tres viajes misioneros exploratorios a Groenlandia
- 1765 - Surinam El gobernador general Crommelin convence a tres misioneros de la Morava para que trabajen cerca de la cabecera del Gran Río. Se instalan entre los Saramaka cerca del arroyo Senthea, en la aldea de Granman Abini, donde son recibidos con sentimientos encontrados.
- 1766 - Philip Quaque, un joven fetu de la zona de Cape Coast en Ghana que pasó doce años estudiando en Inglaterra, regresa a África. Apoyado como misionero por la Sociedad para la Propagación del Evangelio en Partes Extranjeras, Quaque es el primer sacerdote no europeo ordenado en la Iglesia de Inglaterra.
- 1767 - España expulsa a los jesuitas de las colonias españolas en el Nuevo Mundo
- 1767-1815 - Supresión de la Compañía de Jesús
- 1768 - Cinco misioneros Hermanos Unidos de Alemania, invitados por la Compañía Danesa de Guinea, llegan a la Costa de Oro (hoy Ghana), para enseñar en las escuelas del Castillo de la Costa del Cabo.
- 1768 - Reimarus muere sin publicar su obra de crítica radical que distingue al Jesús Histórico del Cristo de la Fe
- 1768 New Smyrna (Florida), colonia griega ortodoxa fundada
- 1769 - Junípero Serra funda la Misión San Diego de Alcalá, primera de las 21 Misiones de Alta California[56]
- 1769 - Misión San Diego de Alcalá, primera misión de California
- 1770 - John Marrant, un negro libre de la ciudad de Nueva York, comienza a ministrar transculturalmente, predicando a los indios americanos. En 1775 ya había llevado el evangelio a los indios Cheroqui y Creek así como a los grupos que él llamó los pueblos Catawar y Housaw.[57]
- 1771 - Francis Asbury llega a América; David Avery es ordenado misionero de la  tribu Oneida.
- 1771 - Emanuel Swedenborg, publica su "Teología Universal de la Verdadera Religión Cristiana" que más tarde sería utilizada por otros para fundar el  Swedenborgianismo.[58]
- 1772 - Tras visitar la ensenada de Scilly en Newfoundland, Canadá, el misionero James Balfour la describe como un "lugar sin ley de lo más bárbaro"
- 1773 - El papa Clemente XIV disuelve la Orden jesuita;[59] dos misioneros de la orden dominica decapitados en Vietnam
- 1774 - Los misioneros de la Morava Christoph Brasen y Gottfried Lehmann se ahogan cuando su balandro se hunde en una tormenta frente a Groenlandia.
- 1774: Ann Lee líder de los Shakers americanos.
- 1774 - Gotthold Ephraim Lessing comienza a publicar las obras de Reimarus sobre el Jesús histórico como Fragmentos anónimos, iniciando la Era de la Teología Liberal (en Cristología).
- 1775 - John Crook es enviado por el Metodistas de Liverpool a la Isla de Man
- 1776 - Cyril Vasilyevich Suchanov construye la primera iglesia entre los  evenks de Transbaikal (o Dauria) en (Siberia); El primer bautismo de un esquimal por un pastor luterano tiene lugar en  Labrador.
- 1776 - Misión Dolores, San Francisco
- 1776-1788 Gibbon's Historia de la decadencia y caída del Imperio Romano, crítico con el cristianismo.
- 1777 - Misioneros portugueses construyen una iglesia en Hashnabad, Bangladés
- 1778: Teodoro Sladich es martirizado mientras realizaba una labor misionera para contrarrestar la influencia islámica en los  Balcanes occidentales.
- 1779: Charles Simeon se convierte mientras estudiaba en el King's College (Cambridge). Veinte años más tarde ayudó a fundar lo que se convirtió en la Sociedad Misionera de la Iglesia.
- 1779 - Estatuto de Virginia para la Libertad Religiosa, "Jesús nunca coaccionó a nadie a seguirlo, y la imposición de una religión por funcionarios del gobierno es impía".
- 1780 - August Gottlieb Spangenberg escribe An Account of the Manner in Which the Protestant Church of the Unitas Fratrum, or United Brethren, Preach the Gospel, and Carry On Their Missions Among the Heathen. Escrito originalmente en  alemán, el libro será traducido al inglés en 1788.
- 1780 - Robert Raikes comienza las escuelas dominicales para llegar a los niños pobres y sin educación en Inglaterra.
- 1781 - En medio de la  Guerra Revolucionaria Americana, los británicos temían tanto al misionero morava David Zeisberger y su influencia entre los Lenape (también llamados Delaware) y otros nativos americanos que le arrestaron a él y a su ayudante, John Heckewelder, acusándoles de traición,
- 1782 - Liberado  esclavo George Lisle va a Jamaica como misionero.[60]
- 1783 - Moses Baker y George Gibbions, ambos antiguos esclavos, abandonan Estados Unidos para convertirse en misioneros en las Indias Occidentales.
- 1784 - Thomas Coke (metodista) presenta su Plan para la Sociedad para el Establecimiento de Misiones entre los paganos. Las misiones metodistas entre los "paganos" comenzarán en 1786 cuando Coke, con destino a Nueva Escocia, es desviado de su ruta por una tormenta y desembarca en Antigua en las Indias Occidentales Británicas.[61]
- 1784 - Los metodistas estadounidenses forman la Iglesia Metodista Episcopal en la llamada "Conferencia de Navidad", dirigida por los obispos Thomas Coke y Francis Asbury.
- 1784 - El catolicismo se reintroduce en Corea y se difunde tras casi 200 años desde su primera introducción en 1593.
- 1785 - El sermón de Joseph White titulado "Sobre el deber de intentar la propagación del Evangelio entre nuestros súbditos mahometanos y papúes en la India" se publica en la segunda edición de su libro Sermones que contienen una visión del cristianismo y el mahometanismo, en su historia, su evidencia y sus efectos. El sermón fue predicado por primera vez en la Universidad de Oxford.
- 1786 - John Marrant, un negro libre de New York City, escribe en su diario que predicó a "un gran número de indios y blancos" en Green's Harbor (Newfoundland).  El ministerio transcultural de Marrant le llevó a llevar el Evangelio a los Cheroqui, Creek, Catawba (él los llamaba los Catawar, y Housaw Indios.
- 1787 - William Carey es ordenado en Inglaterra por los Bautistas Particulares y pronto comienza a instar a que se emprendan misiones en todo el mundo.
- 1788 - Misioneros holandeses comienzan a predicar el Evangelio entre los pescadores de Bangladés.
- 1788 - Richard Johnson acompaña a la Primera Flota como primer ministro cristiano en Australia.
- 1789 - Los jesuitas fundan la Universidad de Georgetown como primer colegio católico estadounidense[62]
- 1789-1801 - Descristianización de Francia durante la Revolución Francesa
- 1789-1815 - John Carroll, Arquidiócesis de Baltimore, primer obispo católico de EE.UU.
- 1790: Prince Williams, esclavo liberado de Carolina del Sur, va a Nassau (Bahamas), donde fundará la Bethel Meeting House[57]
- 1791 - Ciento veinte cristianos coreanos son torturados y asesinados por su fe. Comenzó cuando Paul Yun Ji-Chung, un noble que se había hecho cristiano, decidió no enterrar a su madre según la costumbre tradicional confuciana.
- 1791 - Primera Enmienda a la Constitución de Estados Unidos
- 1792 - William Carey escribe An Enquiry into the Obligations of Christians to use means for the conversion of the heathen y forma la Misión Mundial de BMS para apoyarle en el establecimiento de la obra misionera en la India[63]].
- 1792 - William Carey escribe An Enquiry into the Obligations of Christians to use means for the conversion of the heathen y forma la Misión Mundial de BMS para apoyarle en el establecimiento del trabajo misionero en la India[63]>
- 1793 - Stephen Badin ordenado en EE.UU. Aunque gran parte del ministerio de Badin fue trabajo pastoral entre sus propios compatriotas, hizo algún trabajo de extensión entre los Potawatomi Indios
- 1793 Herman de Alaska lleva la ortodoxia a Alaska
- 1794 - Ocho misioneros ortodoxa rusa llegan a la isla de Kodiak en Alaska. En pocos meses varios miles de personas han sido bautizadas[64]
- 1795 - Se forma la Sociedad Misionera de Londres para enviar misioneros a Tahití.[65]
- 1795 - La edad de la razón escrita por Thomas Paine, abogaba por el deísmo.
- 1796 - Se establecen las Sociedades Misioneras Escocesa y de Glasgow;[66] En la India, se revisa y publica la traducción de la Biblia al Tamil de Johann Philipp Fabricius
- 1796 - Tratado con Trípoli (1796), artículo 11: "el Gobierno de los Estados Unidos de América no está, en ningún sentido, fundado en la religión cristiana"
- 1797 - Se forma la Sociedad Misionera Holandesa;[67] El Duff, llevando 36 misioneros laicos y pastorales, navega a tres islas del Pacífico Sur;[68] El primer misionero cristiano (de la Sociedad Misionera de Londres) visita Hiva en la isla del Pacífico  Tahuata; no es bien recibido.
- 1798 - La Sociedad Misionera de Connecticut es organizada por los congregacionalistas para llevar el evangelio a las "tierras paganas" de Vermont y Ohio. Sus misioneros evangelizaron tanto a los colonos europeos como a los nativos americanos.
- 1799 - Se forma la Church Missionary Society (Iglesia de Inglaterra);[66] John Vanderkemp, holandés médico va a Colonia del Cabo, África[69]
- 1800 - Se forma la Sociedad Misionera de Nueva York; Johann Janicke funda una escuela en Berlín para formar a jóvenes para el servicio misionero[70]
- 1800 - Friedrich Schleiermacher publica su primer libro, iniciando el movimiento Cristianismo liberal
- 1800 - James Dixon y otros dos convictos irlandeses los primeros sacerdotes católicos en Australia.